# Côme de Bellescize
 (février 2012).
Si vous disposez d'ouvrages ou d'articles de référence ou si vous connaissez des sites web de qualité traitant du thème abordé ici, merci de compléter l'article en donnant les références utiles à sa vérifiabilité et en les liant à la section « Notes et références ».
Côme de Bellescize est un dramaturge et metteur en scène français né le 18 janvier 1980. Après des études universitaires et une formation de comédien à l’École Claude Mathieu, il se consacre à l’écriture et à la mise en scène. En 2004, il crée la compagnie du Théâtre du Fracas avec Vincent Joncquez.

## Spectacles

### Écriture et mise en scène de théâtre
- 2004-2007 : Les Errants, Festival Avignon off, par la compagnie Théâtre du Fracas.
- 2012-2017 : Amédée, création 2012 au Théâtre de la Tempête, Paris / Compagnie Théâtre du Fracas)[2]
- 2015 : Eugénie, création Théâtre de Rungis / Théâtre du Rond-Point, par la compagnie Théâtre du Fracas[3].
- 2016 : Soyez vous même, création Théâtre de Belleville, par la compagnie Théâtre du Fracas.
- 2018 : Fat, création Théâtre de l’Éphémère, par la compagnie du Théâtre de l’Éphémère[4].
- 2019 : Tout Brûle, so what ? Création Les Quinconces-L'Espal, par la compagnie Théâtre du Fracas.
- 2021 : Le Bonheur des uns, création Le Carroi La Flèche (72), par la compagnie Théâtre du Fracas.
- 2023 : Mondial Placard, création à venir Théâtre Jacques Carat , Cachan (94, par la compagnie Théâtre du Fracas.

### Mise en scène de théâtre
- 2008-2010 : Les Enfants du soleil de Maxime Gorki. Création Théâtre de l’Ouest Parisien, par la compagnie Théâtre du Fracas[5].
- 2011 : Ah ! Anabelle… de Catherine Anne. Création Théâtre Nanterre-Amandiers par Compagnie les Palabreuses.
- 2019 : Les Beaux de Léonore Confino

### Mise en scène d'opéras
- 2012 : Jeanne d'Arc au bûcher d'Arthur Honegger et P. Claudel, direction Kazuki Yamada Création Festival Seiji Ozawa Matsumoto.
- 2013 : La scala di seta de Rossini. Création dans le cadre de l’Académie européenne de musique  au Festival d’Aix en Provence.
- 2015 : Reprise de Jeanne au bûcher avec Marion Cotillard, en France, à la Nouvelle Philharmonie, direction Kazuki Yamada (Orchestre de Paris), puis à New-York[6], au Lincoln Center, direction Alan Gilbert (New-York Philharmonic.)
- 2015 : Béatrice et Bénédict de Berlioz, direction Gil Rose, (Festival Seiji Ozawa Matsumoto au Japon.)

### Mise en scène de théâtre musical
- 2014 : Viardot, la liberté, création dans le cadre de l’Académie européenne de musique  au Festival d’Aix en Provence[7].
- 2016 : La Croisée des rêves, adaptation musicale du Prophète de Khalil Gibran par Moneim Adwan. Création Festival de Chaillol.
- 2018 : L'Histoire du soldat de Stravinsky / Ramuz. Avec Marie-Christine Barrault, Davy Sardou, Dominique Pinon, Yulia Zhabina, Gilles Verièpe. Chorégraphie Gilles Verièpe, direction musicale Laurent Goossaert.

## Distinctions
- 2005 : Prix Paris jeunes talent
- 2012 : Nomination Prix Beaumarchais du Figaro
- 2015 : Prix de la critique Avignon Festival Off
- 2015 : Jeanne au bûcher est élu parmi les dix meilleures performances classiques du New-York Magazine[8].
- 2020 : Prix Jeune théâtre de l'Académie Française, récompensant un jeune auteur de théâtre